# Jeff Hochendoner
Jeff Hochendoner est un acteur américain né le 31 août 1964.

## Filmographie

### Cinéma
- 1991 : Le Dernier Samaritain : Henry
- 1992 : La Différence : Bear
- 1994 : L'Enfer blanc : Groven
- 1996 : A Step Toward Tomorrow : l'officier
- 2008 : The Mysteries of Pittsburgh : l'officier
- 2009 : Meurtres à la St-Valentin : Red
- 2010 : Unstoppable : Clark
- 2010 : Les Trois Prochains Jours : le pote d'Alex
- 2011 : Numéro Quatre : Shérif James
- 2011 : Hollywood and Vine : un footballeur
- 2011 : Warrior : un marine
- 2013 : Riddle : M. Walker
- 2013 : La Résurrection : le coach
- 2013 : A New York Heartbeat : Sledge

### Télévision
- 1989 : Commando Viêt Nam : Serget Dillon (1 épisode)
- 1990 : Docteur Doogie : Terry Seranski (1 épisode)
- 1990 : Archie: To Riverdale and Back Again : Moose Mason
- 1990 : The New Adam-12 : Gay Basher (1 épisode)
- 1990-1991 : 1st and Ten : Elvin Putts (16 épisodes)
- 1991 : Dans la chaleur de la nuit : Greg Casson (1 épisode)
- 1991 : Code Quantum : Terry Sammis (1 épisode)
- 1992 : Vinnie & Bobby : un homme (1 épisode)
- 1992 : Columbo : un footballeur (1 épisode)
- 1996 : A Kiss So Deadly : le barman
- 2002 : The Pennsylvania Miners' Story (en) : Mike Fogle
- 2006 : Dossier Smith : l'agent de sécurité (1 épisode)
- 2007 : Dans la ligne de mire : Big Stan (6 épisodes)